# Municipio de Beaver (condado de Snyder)
El municipio de Beaver (en inglés: Beaver Township) es un municipio ubicado en el condado de Snyder en el estado estadounidense de Pensilvania. En el año 2000 tenía una población de 527 habitantes y una densidad poblacional de 10 personas por km².

## Geografía
El municipio de Beaver se encuentra ubicado en las coordenadas 40°44′00″N 77°06′59″O / 40.73333, -77.11639.

## Demografía
Según la Oficina del Censo en 2000 los ingresos medios por hogar en la localidad eran de $36,875 y los ingresos medios por familia eran $40,234. Los hombres tenían unos ingresos medios de $26,989 frente a los $18,906 para las mujeres. La renta per cápita para la localidad era de $17,026. Alrededor del 10,0% de la población estaban por debajo del umbral de pobreza.